# Moorbach (Werse)
Der Moorbach ist ein 3,1 Kilometer langer linksseitiger Zufluss der Werse im nordrhein-westfälischen Kreis Warendorf.

## Verlauf
Der kleine Bachlauf beginnt bei Albersloh an einem Graben südlich der Straße Adolphshöhe und fließt zunächst in nördliche Richtungen durch Wiesen und Felder der Bauerschaft Rummler. Der Bach wendet sich  dann nach Osten, unterquert die Landstraße L586 und mündet bei Haus Hemisburg in die Werse.

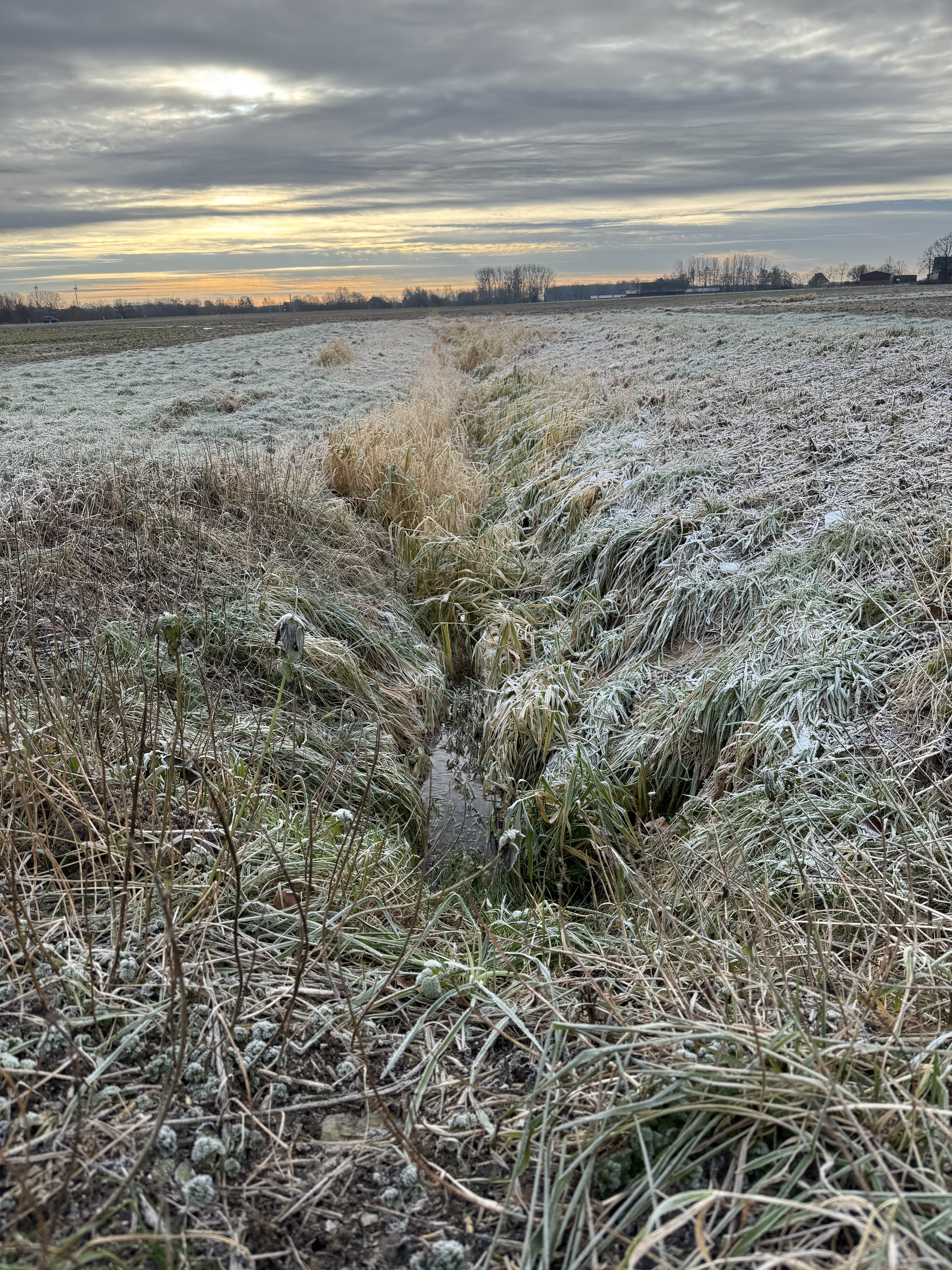
Beginn des Moorbachs bei Albersloh
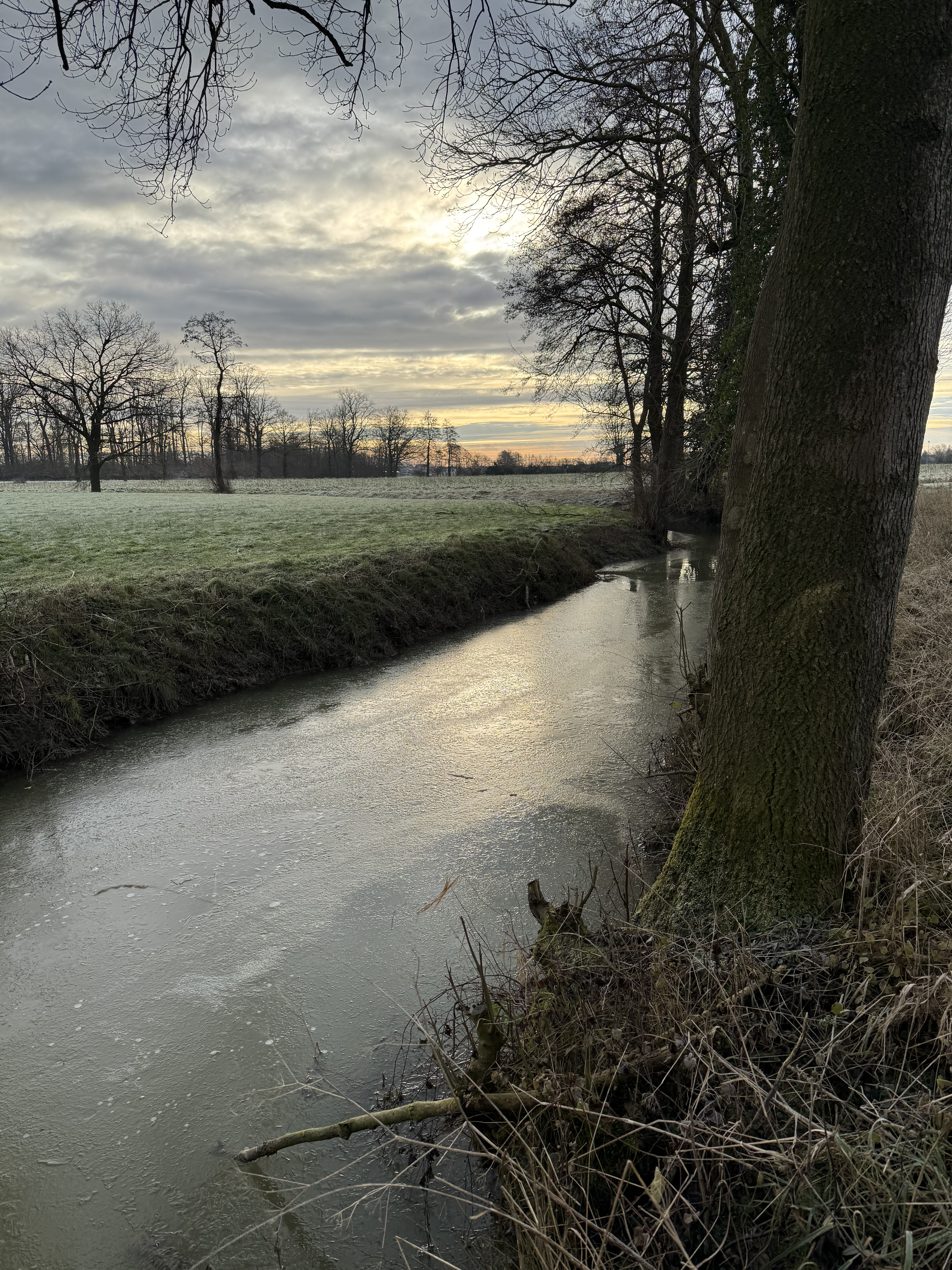
Moorbach westlich der Landstraße L586
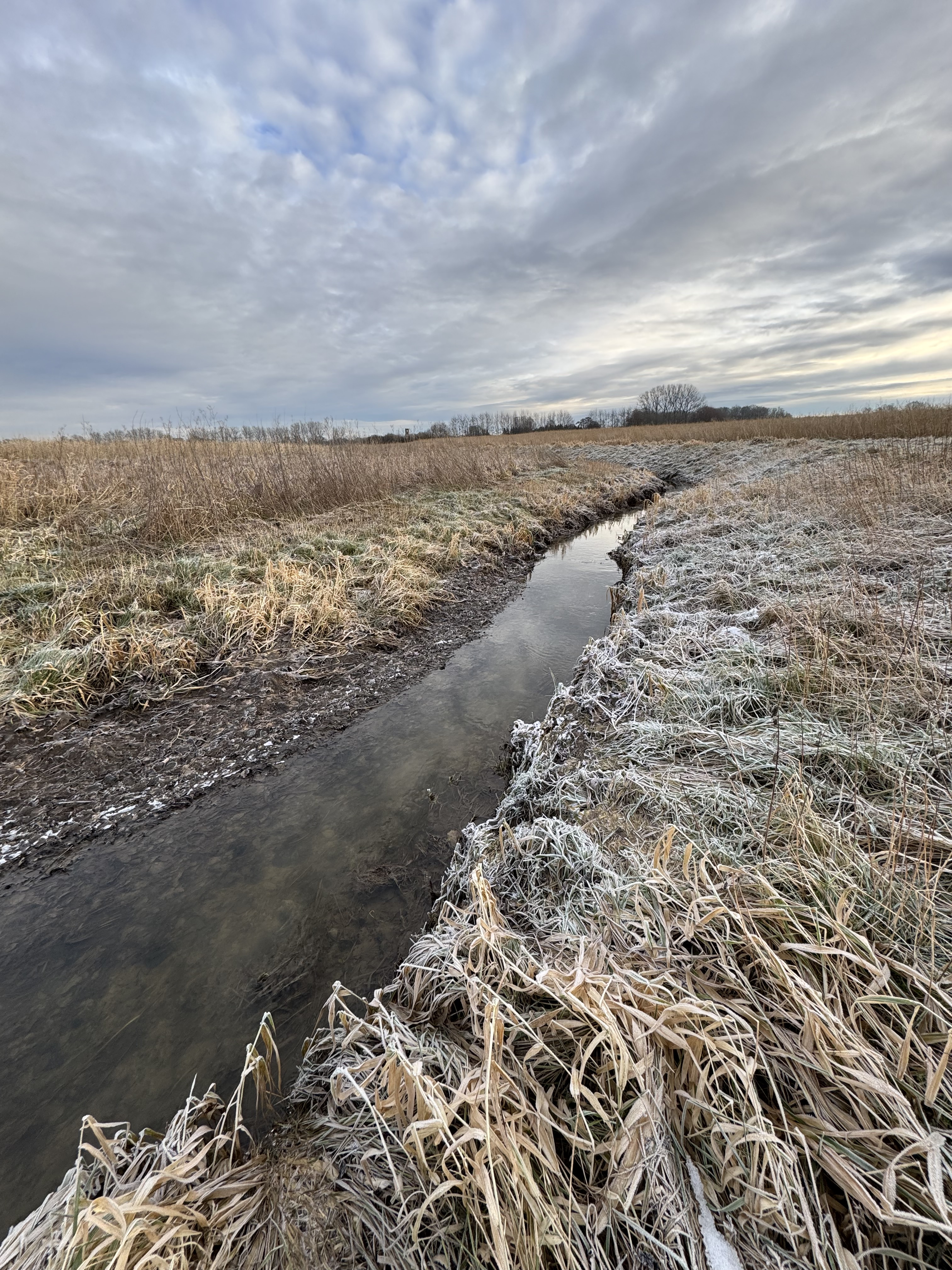
Moorbach östlich der Landstraße L586